# 五峰村
五峰村（ごほうむら）は、滋賀県神崎郡にあった村。現在の東近江市の北西部、東海道本線（琵琶湖線）・能登川駅の周辺にあたる。

## 地理
- 山岳：繖山（村名の由来）
- 河川：瓜生川、躰光寺川

## 歴史
- 1894年（明治27年）6月5日 - 八条村が分割し、大字佐生・佐野・猪子・山路・林の区域をもって発足。
- 1942年（昭和17年）2月11日 - 能登川村・伊庭村・八幡村・栗見村と合併して能登川町が発足。同日五峰村廃止。

## 交通

### 鉄道路線
- 鉄道省
  - 東海道本線
    - 能登川駅